# Celia Antón Alonso

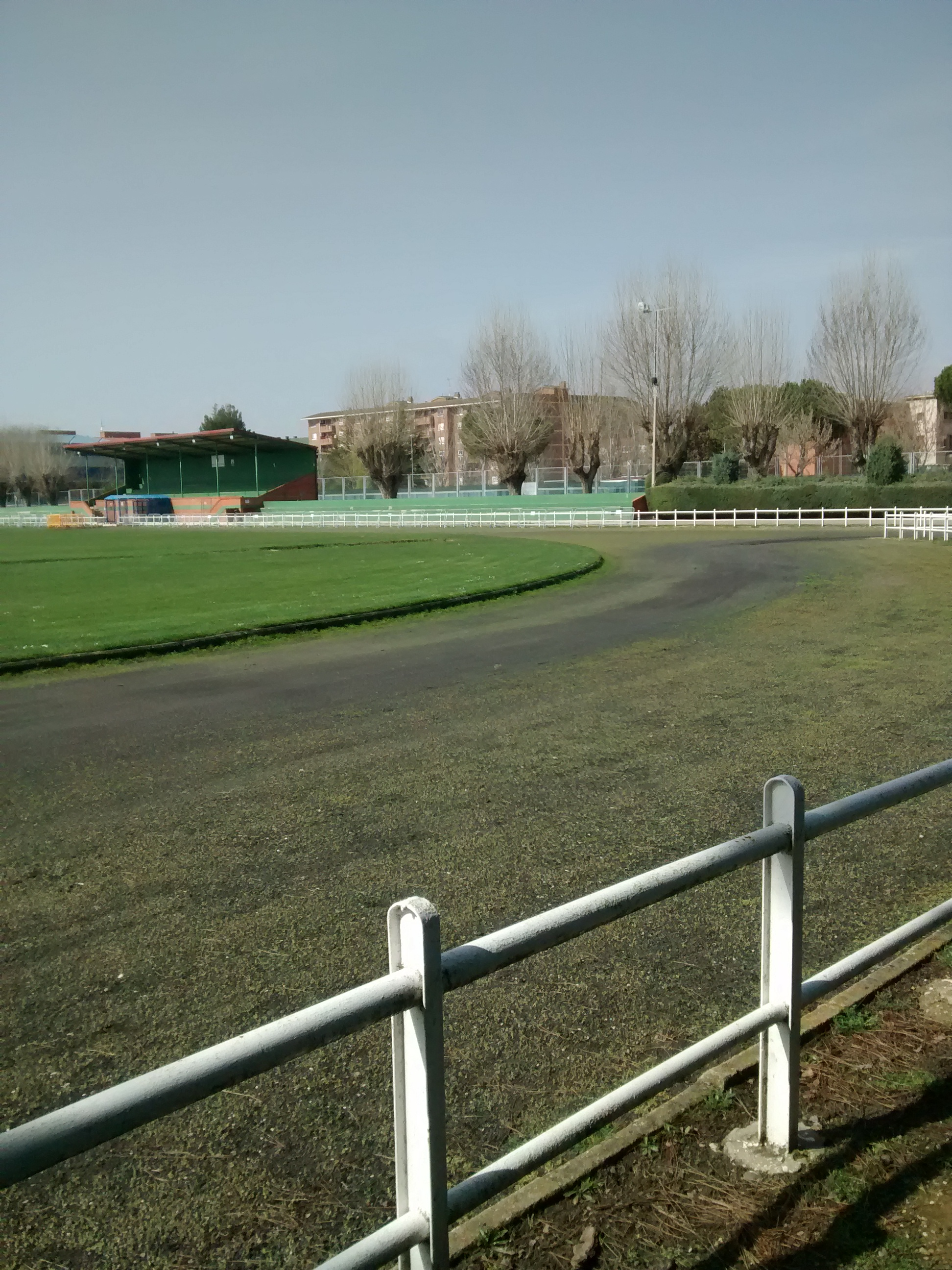
Celia Antón fue medalla de oro en el Cross Internacional de Venta de Baños en 2013.

Celia Antón Alonso (Aranda de Duero, Burgos; 23 de enero de 1997) es una atleta española que corre en modalidades de medio fondo y fondo (800 m, 1500 m, milla, 3000 m, 5000 m, cross). En 2019 fue nominada por la Real Federación Española de Atletismo como la Mejor Atleta Femenina sub-23, premio que ya había obtenido en la categoría sub-20 en 2015 y 2016.

## Trayectoria deportiva
Comenzó su actividad como deportista a los 10 años cuando una profesora de Educación Física la animó a inscribirse en un club de atletismo. Se inició en los 1000 metros lisos, aunque en su palmarés se encuentran medallas nacionales e internacionales de distintas categorías y distancias.
Ha sido campeona de España de Campo a través en 2015, 2016 y 2019, subcampeona europea júnior de 3000 metros Aire Libre en 2015 y campeona de España Júnior en Pista Cubierta en las modalidades de 1500 m (2016) y 3000 m (2015). En 2015 también consiguió el oro en el Campeonato de España Júnior en la prueba de 1500 m Aire Libre.
En 2016 sufrió lesiones que la tuvieron un tiempo apartada de la competición, aunque una vez recuperada siguió sumando medallas. En el Campeonato de Europa sub-23 de Gavle, celebrado en Suiza en 2019, obtuvo el bronce en 5000 metros con la mejor marca española (15:28.66)
Tras dejar al que había sido su club desde niña, el CA Aranda Condado de Haza Cajacírculo, y a su entrenador Leocadio de Blas, en 2015 fichó por el Club Atletismo Adidas, con sede en Zaragoza, donde tuvo como entrenadores a Antonio Serrano Sánchez, y desde 2017 al exatleta Luis Miguel Martín Berlanas.
Ha compaginado su preparación física con estudios universitarios de Bioquímica en el Centro de Alto Rendimiento Joaquín Blume de Madrid, perteneciente al Consejo Superior de Deportes.

## Competiciones internacionales (2013-2019)
Palmarés
| Año  | Competición                                                          | Sede                   | Resultado | Prueba       |
| ---- | -------------------------------------------------------------------- | ---------------------- | --------- | ------------ |
| 2013 | Cross Internacional de Venta de Baños                                | Venta de Baños, España | 1ª        | cross sub-18 |
| 2014 | Cross Internacional Juan Muguerza de Elgóibar                        | Elgoibar, España       | 1ª        | cross sub-18 |
|      | Great Edinburgh Cross Country                                        | Edimburgo, Reino Unido | 1ª        | cross 18     |
| 2015 | Trofeo Internacional Ciudad de Salamanca Memorial "Carlos Gil Pérez" | Salamanca, España      | 1ª        | 800 m        |
|      | Reunión Internacional de Atletismo "Villa de Bilbao"                 | Bilbao, España         | 3ª        | 3000 m       |
|      | Campeonato de Europa Júnior                                          | Eskilstuna, Suecia     | 2ª        | 3000 m       |
|      | Cross Int. de la Constitución - Memorial Antonio Rodríguez Benavente | Alcobendas, España     | 1ª        | cross        |
| 2019 | Campeonato Unión Mediterráneo Sub-23 Pista cubierta                  | Miramas, Francia       | 1ª        | 1500 m       |
|      | Campeonato Europeo de Atletismo Sub-23 Aire Libre                    | Gävle, Suecia          | 3ª        | 5000 m       |

## Competiciones nacionales
- Campeona de España de Campo a Través (2019, 2016, 2015)
- Campeona de España Júnior en Pista Cubierta en 1500 m (2016)
- Campeona de España Júnior 1500 m Aire Libre (2015)
- Campeona de España Júnior en Pista Cubierta 3000 m (2015)
- Campeona de España Juvenil 1500 m (2014)
- Subcampeona de España Absoluto en Pista Cubierta 3000 m (2019 y 2016)
- Subcampeona de España Promesa en Pista Cubierta 3000 m (2017)
- Medalla de bronce en los 5000 m del Campeonato de España (2021)[11]

## Premios y reconocimientos
- Mejor Atleta Femenina sub-23 en 2019,[2] premio concedido por la revista ‘Atletismo Español’, publicación oficial de la Real Federación Española de Atletismo.
- Mejor Atleta Femenina Sub-20 en 2015,[3] premio concedido por la revista ‘Atletismo Español’, publicación oficial de la Real Federación Española de Atletismo.
- Mejor Atleta Femenina Sub-20 en 2016,[3] premio concedido por la revista ‘Atletismo Español’, publicación oficial de la Real Federación Española de Atletismo.
- Deportista en edad escolar 2015,[12] concedido por el Consejo Superior de Deportes.